# Koreahaas
De koreahaas (Lepus coreanus)  is een zoogdier uit de familie van de hazen en konijnen (Leporidae). De wetenschappelijke naam van de soort werd voor het eerst geldig gepubliceerd door Thomas in 1892.

## Voorkomen
De soort komt voor in Korea en het noordoosten van China.